# 유니버설 스튜디오 할리우드
유니버설 스튜디오 할리우드(영어: Universal Studios Hollywood)는 여러 유니버설 스튜디오 놀이공원 중 하나로 미국 유니버설시티에 있다. 이 놀이공원은 1964년 7월 15일에 개장했다.

## 같이 보기
- 유니버설 몬스터스